# Công quốc Westphalia
Công quốc Westphalia (tiếng Đức: Herzogtum Westfalen; tiếng Anh: Duchy of Westphalia) là một nhà nước lịch sử trong Đế chế La Mã Thần thánh, tồn tại từ năm 1102 đến năm 1803. Nó nằm trên khu vực có điện tích lớn hơn vùng Westphalia, ban đầu là một trong ba khu vực chính trong công quốc gốc Đức của Sachsen và ngày nay là một phần của Bang Nordrhein-Westfalen. Công quốc được nắm giữ bởi các Tổng Giám mục và Tuyển hầu tước của Cologne cho đến khi nó được thế tục hóa vào năm 1803.

## Địa lý
Công quốc này gần như bao gồm lãnh thổ của các huyện Olpe và Hochsauerland ngày nay, cũng như các khu vực lân cận của huyện Soest và Märkischer Kreis (Menden và Balve), từ năm 1507 cũng bao gồm vùng ngoại ô của Volkmarsen (một tài sản cũ của Tu viện Hoàng gia Corvey). Thị trấn Soest đã bị mất vào tay Công quốc Cleves-Mark sau sự kiện Soester Fehde vào năm 1449.
Công quốc giáp với lãnh thổ của Giáo phận vương quyền Münster bên kia sông Lippe ở phía Bắc và giáp với Giáo phận vương quyền Paderborn ở phía Đông Bắc; cả 2 lãnh thổ giáo hội này đều phân tách ra từ Công quốc Sachsen trước đây, trong khi Công quốc Hessen, các Bá quốc Nassau và Waldeck ở phía Đông Nam là một phần của Công quốc gốc Franconia trước đây. Rhenish của Công quốc Berg và Westphalian của Bá quốc Mark ở phía Tây vẫn là một trở ngại cho sự kết nối trên bộ với lãnh thổ Cologne trên sông Lower Rhine.
Công quốc Westphalia trở thành phần lãnh thổ lớn nhất của của Giáo phận vương quyền Cologne. Ngoài Hellweg Börde màu mỡ ở phía Bắc của dãy đồi Haar, một phần của Vùng đất thấp Westphalia, các vùng đất của công quốc chủ yếu bao gồm các khu vực núi và rừng rậm, với một số mỏ kim loại đáng kể và các suối nước khoáng. Đoạn Hellweg nối các thị trấn Werl, Erwitte và Geseke là một phần của tuyến đường thương mại quan trọng từ Aachen đến Goslar.

## Lịch sử
Trước đây là một phần của công quốc gốc Sachsen cùng với Angria và Eastphalia, các vùng đất của Westphalia đã được Cơ đốc giáo hóa bởi các Tổng giám mục Cologne theo lệnh của nhà cai trị người Frank là Hoàng đế Charlemagne sau những cuộc chinh phạt của ông trong Chiến tranh Sachsen. Các giáo xứ đầu tiên được thành lập ở phía đông các điền trang Rhenish xung quanh Soest, nơi các tổng giám mục mở rộng lãnh thổ giám mục của họ. Nhiều cơ sở tu viện được thành lập, như Tu viện Grafschaft vào năm 1072, lập ra bởi Anno II của Cologne, đã ổn định quy tắc giáo hội.